# Hessen-Kassel
El landgraviat de Hessen-Kassel va ser un antic estat independent del Sacre Imperi Romanogermànic, situat a l'actual Alemanya.
S'originà l'any 1567 quan, amb la mort del landgravi Felip I de Hessen, el landgraviat de Hessen va repartir-se entre els seus quatre fills. El primogènit de Felip I, Guillem, va rebre el landgraviat de Hessen-Kassel, situant la capital a la ciutat de Kassel.
Amb l'arribada de Napoleó, l'any 1803, el landgraviat va ser elevat a la categoria d'electorat de Hessen.

## Història
A la mort del landgravi Felip I de Hessen el 1568, el landgraviat de Hessen va ser dividit entre els seus quatre fills: 
- Guillem va rebre Hessen-Kassel
- Lluís va rebre Hessen-Marburg
- Felip va rebre Hessen-Rheinfels
- Jordi va rebre Hessen-Darmstadt

Amb la mort sense descendència de Felip, Hessen-Kassen va incorporar els territoris de Hessen-Rheinfels. Una segona expansió es produí l'any 1604, quan Lluís morí sense descendència i les possessions de Hessen-Marburg es van repartir entre Hessen-Kassel i Hessen-Darmstadt.
Hessen-Kassel va ser un dels principals estats alemanys aliats de Suècia durant la Guerra dels Trenta Anys. El landgraviat, calvinista, va donar suport de manera important la causa protestant brindant ajuda militar a l'exèrcit suec, tot i que el seu territori va ser ocupat per tropes imperials durant la guerra.
El 1730, Hessen-Kassel i Suècia constituïren una unió personal sota el govern de Frederic I de Suècia.
El landgraviat es va fer famós per les seves tropes mercenàries al servei d'altres països durant els segles xvii i xviii. El landgravi Frederic II va prestar tropes a Gran Bretanya, que van servir en les colònies d'Amèrica del Nord.
En l'actualitat, el territori del que va ser Hessen-Kassel es troba integrat dins de l'estat alemany de Hessen.